# Sin/Pecado
Sin/Pecado – trzeci album zespołu Moonspell. Powstał po odejściu współzałożyciela i basisty Moonspell - Aresa, więc płyta była tworzona bez jednego z głównych kompozytorów muzyki. Płyta została wyprodukowana przez znanego Waldemara Sorychtę w Woodhouse Studios, w którym nagrywa również Tiamat. Całym brzmieniem elektronicznym na tej płycie zajął się Pedro Paixão. Lirycznie, jak mówi Fernando Ribeiro, album ma apokaliptyczne oraz ateistyczne znaczenie. Album ten - jako swoisty muzyczny eksperyment - jest chyba najbardziej szczególny spośród całego dorobku Moonspella jako bez porównania bardziej melodyjny od innych, znacznie delikatniejszy w brzmieniu i często wykorzystujący efekty elektroniczne.

## Lista utworów
1. "Slow Down!" – 0:40
2. "Handmade God" – 5:33
3. "Second Skin" – 4:50
4. "Abysmo" – 4:59
5. "Flesh" – 3:02
6. "Magdalene" – 6:16
7. "V. C. (Gloria Domini)" – 4:59
8. "EuroticA" – 3:49
9. "Mute" – 6:00
10. "Dekadence" – 5:49
11. "Let The Children Cum To Me..." – 6:53
12. "The Hanged Man" – 6:26
13. "13!" – 2:42

## Twórcy
Źródło.

- Fernando Ribeiro - wokal prowadzący, słowa
- Ricardo Amorim - gitara rytmiczna, gitara prowadząca
- Sérgio Crestana - gitara basowa
- Pedro Paixão - sampler, syntezator, programowanie
- Mike Gaspar - perkusja
- Waldemar Sorychta - produkcja muzyczna, miksowanie
- Siggi Bemm - miksowanie
- Markus Freiwald - przedprodukcja
- Rolf Brenner - okładka, oprawa graficzna, zdjęcia
- Miriam Carmo - zdjęcia